# Aeroporto di Perth
L'Aeroporto di Perth (IATA: PER, ICAO: YPPH) è il principale aeroporto dell'Australia Occidentale, situato a 12 km da Perth, in Australia.